# (11958) Galiani
(11958) Galiani es un asteroide perteneciente al cinturón de asteroides, descubierto el 9 de marzo de 1994 por Eric Walter Elst desde el Sitio de Observación de Calern, Caussols, Francia.

## Designación y nombre
Designado provisionalmente como 1994 EJ7. Fue nombrado Galiani en honor a Ferdinando Galiani Secretario de la Embajada Napolitana en París, conocido por sus ingeniosos diálogos sobre el comercio en el que atacaba la doctrina del libre mercado.

## Características orbitales
Galiani está situado a una distancia media del Sol de 2,289 ua, pudiendo alejarse hasta 2,621 ua y acercarse hasta 1,957 ua. Su excentricidad es 0,145 y la inclinación orbital 5,996 grados. Emplea 1265 días en completar una órbita alrededor del Sol.

## Características físicas
La magnitud absoluta de Galiani es 13,9.